# On the Right Track
On the Right Track is een romantische komedie uit 1981 geregisseerd door Lee Philips en gedistribueerd door 20th Century Fox.

## Verhaal
Lester is een wees die leeft in een opbergkast in het Chicago Union Station. Hij verdient zakgeld als schoenenpoetser. De werkkrachten van het treinstation passen op de jongen en trachten te vermijden dat hij wordt overgebracht naar een weeshuis. Lester blijkt een gave te hebben: hij kan bij elke paardenwedstrijd voorspellen welk paard zal winnen.

## Rolverdeling
| Acteur            | Personage          |
| ----------------- | ------------------ |
| Gary Coleman      | Lester             |
| Maureen Stapleton | Mary               |
| Norman Fell       | burgemeestger      |
| Michael Lembeck   | Frank Biscardi     |
| Lisa Eilbacher    | Jill Klein         |
| Bill Russell      | Robert             |
| Herb Edelman      | Sam                |
| Nathan Davis      | Mario              |
| Fern Persons      | bloemenverkoopster |
| Mike Genovese     | Louis              |
| Harry Gorsuch     | Harry              |
| Page Hannah       | Sally              |
| Jami Gertz        |                    |
| Chelcie Ross      |                    |

## Nominaties
| Prijs                        | Categorie            | Ontvanger(s) | Resultaat   |
| ---------------------------- | -------------------- | ------------ | ----------- |
| Golden Raspberry Awards 1982 | Slechtste acteur     | Gary Coleman | Genomineerd |
| Golden Raspberry Awards 1982 | Slechtste nieuwkomer | Gary Coleman | Genomineerd |